# Brandon Barnes
Pour les articles homonymes, voir Barnes.
Brandon Michael Barnes (né le 15 mai 1986 à Orange, Californie, États-Unis) est un joueur de champ extérieur des Rockies du Colorado de la Ligue majeure de baseball. 

## Carrière

### Astros de Houston
Brandon Barnes est un choix de sixième ronde des Astros de Houston en 2005. Après avoir évolué plusieurs années aux échelons inférieurs dans le réseau d'équipes de ligues mineures des Astros, il atteint le niveau Triple-A en 2010, à sa sixième saison. Il entreprend la saison 2012 à Corpus Christi (AA) dans la Ligue du Texas, où il présente une moyenne au bâton de ,321 et une moyenne de puissance de ,514 en 44 parties alors que 27 de ses 52 coups sûrs sont pour plus d'un but. Il retourne en Triple-A avec Oklahoma City dans la Ligue de la côte du Pacifique où sa moyenne au bâton s'élève à ,323 en 62 parties jouées. Fort d'une moyenne au bâton cumulative de ,321 avec 21 buts volés en 106 parties de ligues mineures, il est appelé dans ls majeures par Houston pour remplacer un joueur blessé, Jordan Schafer, dans l'effectif, quelques jours après avoir été nommé meilleur joueur défensif de ligues mineures du mois de juillet dans l'organisation des Astros.
Barnes, 26 ans, fait ses débuts dans le baseball majeur avec les Astros le 7 août 2012. Il complète sa première saison avec un coup de circuit, sept points produits et une moyenne au bâton de ,204 pour les Astros. Il réussit son premier coup sûr en carrière à son second match le 8 août contre le lanceur Gio Gonzalez des Nationals de Washington. Son premier circuit est frappé le 13 août aux dépens de Jeff Samardzija des Cubs de Chicago. Il ne frappe que pour ,204 de moyenne au bâton avec un circuit et 7 points produits en 43 matchs pour Houston en 2012.
À sa première saison complète dans les majeures en 2013, Barnes claque 8 circuits, récolte 41 points produits et réussit 11 buts volés en 22 tentatives. Il frappe pour ,240 de moyenne en 136 parties jouées.

### Rockies du Colorado
Le 3 décembre 2013, les Astros échangent Brandon Barnes et le lanceur droitier Jordan Lyles aux Rockies du Colorado contre le voltigeur Dexter Fowler.